# Bretagne Classic Ouest-France
Bretagne Classic Ouest-France (tidl. kaldt GP Ouest-France, Grand-Prix de Plouay Ouest-France) er et cykelløb som arrangeres årligt om sensommeren, rundt om den bretonske landsby Plouay i vest-Frankrig. Der køres 11 runder som er omkring 20 kilometer.
Løbet har været arrangeret siden 1931, og det har været en del af ProTouren, den nuværende UCI World Tour, siden den startede i 2005.

## Vindere
| År                            | Vinder                    | Toer                    | Treer                       |
| ----------------------------- | ------------------------- | ----------------------- | --------------------------- |
| Circuit de l'Ouest            |                           |                         |                             |
| 1931                          | François Favé             | Pierre Le Doare         | André Godinat               |
| 1932                          | Philippe Bono             | Paul Le Drogo           | Ferdinand Le Drogo          |
| 1933                          | Philippe Bono             | Raymond Louviot         | Julien Grujon               |
| 1934                          | Lucien Tulot              | Jean Keriel             | René Durin                  |
| 1935                          | Jean Le Dilly             | E. Le Gallo             | Raymond Drouet              |
| 1936                          | Pierre Cogan              | François Lucas          | Jean Le Dilly               |
| 1937                          | Jean-Marie Goasmat        | Robert Oubron           | Amédée Fournier             |
| 1938                          | Pierre Cloarec            | Robert Tanneveau        | Jean-Marie Goasmat          |
| 1939-1944 ikke arrangeret     |                           |                         |                             |
| 1945                          | Éloi Tassin               | Christophe Taeron       | Georges Gouyette            |
| Tour de l'Ouest               |                           |                         |                             |
| 1946                          | Ange Le Strat             | Roger Chupin            | Pierre Cogan                |
| 1947                          | Raymond Louviot           | Albert Bourlon          | Roger Chupin                |
| 1948                          | Éloi Tassin               | Francis Chretien        | Raymond Louviot             |
| 1949                          | Amand Audaire             | Guy Butteux             | René Haugustaine            |
| 1950                          | Amand Audaire             | André Ruffet            | Germain Mercier             |
| 1951                          | Émile Guérinel            | Guy Butteux             | Jean Erussard               |
| 1952                          | Émile Guérinel            | François Mahé           | Jean Bobet                  |
| 1953                          | Serge Blusson             | Louis Gillet            | Raymond Scardin             |
| 1954                          | Ugo Anzile                | Jean Le Guilly          | Jean Cadras                 |
| 1955                          | Jean-Jacques Petitjean    | Jacques Dupont          | Joseph Le Cadet             |
| 1956                          | Valentin Huot             | René Fournier           | Joseph Morvan               |
| 1957                          | Isaac Vitré               | Joseph Morvan           | Joseph Groussard            |
| 1958                          | Jean Gainche              | André Ruffet            | Joseph Thomin Fernand Picot |
| 1959                          | Emmanuel Crenn            | Jean Gainche            | Félix Lebuhotel             |
| 1960                          | Hubert Ferrer             | André Foucher           | Joseph Velly                |
| Circuit de l'Aulne            |                           |                         |                             |
| 1961                          | Fernand Picot             | Emile Le Bigaut         | Max Bléneau                 |
| 1962                          | Jean Gainche              | Georges Groussard       | Joseph Morvan               |
| 1963                          | Fernand Picot             | Pierre Le Mellec        | Fernand Delort              |
| 1964                          | Jean Bourlès              | Hubert Ferrer           | Jean Gainche                |
| 1965                          | François Goasduff         | Hubert Niel             | Jean-Louis Jagueneau        |
| Grand-Prix de Plouay          |                           |                         |                             |
| 1966                          | Claude Mazeaud            | Jean Bourlès            | Pierre Le Mellec            |
| 1967                          | François Hamon            | Georges Chappe          | Maurice Morin               |
| 1968                          | Jean Jourden              | Jean-Claude Lebaube     | André Zimmermann            |
| 1969                          | Jean Jourden              | François Goasduff       | Léon-Paul Ménard            |
| 1970                          | Gianni Marcarini          | Robert Bouloux          | Roland Berland              |
| 1971                          | Jean-Pierre Danguillaume  | Jacques Gestraud        | Raymond Delisle             |
| 1972                          | Robert Bouloux            | Gérard Besnard          | Enzo Mattioda               |
| 1973                          | Jean-Claude Largeau       | Gilbert Bellone         | Guy Sibille                 |
| 1974                          | Raymond Martin            | Jacques Botherel        | Claude Aigueparses          |
| 1975                          | Cyrille Guimard           | Jean-Louis Danguillaume | Guy Santy                   |
| 1976                          | Jacques Bossis            | Patrick Perret          | Pierre-Raymond Villemiane   |
| 1977                          | Jacques Bossis            | Roger Legeay            | Christian Seznec            |
| 1978                          | Pierre-Raymond Villemiane | Joop Zoetemelk          | Marcel Tinazzi              |
| 1979                          | Frits Pirard              | Jean Chassang           | Yvon Bertin                 |
| 1980                          | Patrick Friou             | Jacques Bossis          | Bernard Becaas              |
| 1981                          | Gilbert Duclos-Lassalle   | Dominique Arnaud        | Raymond Martin              |
| 1982                          | Francis Castaing          | Régis Clère             | Didier Vanoverschelde       |
| 1983                          | Pierre Bazzo              | Marc Madiot             | Stephen Roche               |
| 1984                          | Seán Kelly                | Frédéric Vichot         | Éric Caritoux               |
| 1985                          | Éric Guyot                | Rudy Mathys             | Marc Madiot                 |
| 1986                          | Martial Gayant            | Seán Kelly              | Søren Lilholt               |
| 1987                          | Gilbert Duclos-Lassalle   | Jean-Claude Bagot       | Frédéric Brun               |
| 1988                          | Luc Leblanc               | Charly Mottet           | Patrice Esnault             |
| 1989                          | Jean-Claude Colotti       | Bruno Cornillet         | Gilles Delion               |
| 1990                          | Bruno Cornillet           | Martial Gayant          | Thomas Wegmüller            |
| 1991                          | Armand de Las Cuevas      | Andreas Kappes          | Miguel Arroyo               |
| 1992                          | Ronan Pensec              | Serge Baguet            | Thierry Claveyrolat         |
| 1993                          | Thierry Claveyrolat       | Jean-François Bernard   | Thierry Laurent             |
| 1994                          | Andrei Tchmil             | Richard Virenque        | Jens Heppner                |
| 1995                          | Rolf Järmann              | Laurent Madouas         | Christian Henn              |
| 1996                          | Frank Vandenbroucke       | Laurent Brochard        | Andrei Tchmil               |
| 1997                          | Andrea Ferrigato          | Sergio Barbero          | Chris Horner                |
| 1998                          | Pascal Hervé              | Ludo Dierckxsens        | Stéphane Heulot             |
| 1999                          | Christophe Mengin         | Markus Zberg            | Sergej Ivanov               |
| 2000                          | Michele Bartoli           | Nico Mattan             | Walter Bénéteau             |
| 2001                          | Nico Mattan               | Patrice Halgand         | Patrick Jonker              |
| 2002                          | Jeremy Hunt               | Stuart O'Grady          | Baden Cooke                 |
| 2003                          | Andy Flickinger           | Anthony Geslin          | Nicolas Jalabert            |
| 2004                          | Didier Rous               | Serge Baguet            | Guido Trentin               |
| 2005                          | George Hincapie           | Aljaksandr Vusaw        | Davide Rebellin             |
| 2006                          | Vincenzo Nibali           | Juan Antonio Flecha     | Manuele Mori                |
| 2007                          | Thomas Voeckler           | Thor Hushovd            | Danilo Di Luca              |
| 2008                          | Pierrick Fédrigo          | Alessandro Ballan       | David López                 |
| 2009                          | Simon Gerrans             | Pierrick Fédrigo        | Paul Martens                |
| 2010                          | Matthew Goss              | Tyler Farrar            | Yoann Offredo               |
| 2011                          | Grega Bole                | Simon Gerrans           | Thomas Voeckler             |
| 2012                          | Edvald Boasson Hagen      | Rui Costa               | Heinrich Haussler           |
| 2013                          | Filippo Pozzato           | Giacomo Nizzolo         | Samuel Dumoulin             |
| 2014                          | Sylvain Chavanel          | Andrea Fedi             | Arthur Vichot               |
| 2015                          | Alexander Kristoff        | Simone Ponzi            | Ramūnas Navardauskas        |
| Bretagne Classic-Ouest-France |                           |                         |                             |
| 2016                          | Oliver Naesen             | Alberto Bettiol         | Alexander Kristoff          |
| 2017                          | Elia Viviani              | Alexander Kristoff      | Sonny Colbrelli             |
| 2018                          | Oliver Naesen             | Michael Valgren         | Tim Wellens                 |
| 2019                          | Sep Vanmarcke             | Tiesj Benoot            | Jack Haig                   |
| 2020                          | Michael Matthews          | Luka Mezgec             | Florian Sénéchal            |
| 2021                          | Benoît Cosnefroy          | Julian Alaphilippe      | Mikkel Honoré               |
| 2022                          | Wout van Aert             | Axel Laurance           | Alexander Kamp              |
| 2023                          | Valentin Madouas          | Mathieu Burgaudeau      | Felix Großschartner         |
| 2024                          | Marc Hirschi              | Paul Magnier            | Magnus Cort                 |

### Sejre fordelt på nationer
Opdateret efter 2023-udgaven
| Sejre | Land                                                              |
| ----- | ----------------------------------------------------------------- |
| 64    | Frankrig                                                          |
| 6     | Italien · Belgien                                                 |
| 3     | Australien                                                        |
| 2     | Norge                                                             |
| 1     | Irland · Moldova · Holland · Schweiz · Slovenien · Storbritannien |